# Barronopsis jeffersi
Barronopsis jeffersi är en spindelart som först beskrevs av Muma 1945.  Barronopsis jeffersi ingår i släktet Barronopsis och familjen trattspindlar. Inga underarter finns listade.